# 陸軍大将 (日本)
陸軍大将（りくぐんたいしょう、旧字体：陸軍大將、英語: General）は、大日本帝国陸軍の大将。将官の最上級。元帥の称号を与えられた陸軍大将を元帥陸軍大将と呼ぶ。

## 概要
戦前の日本陸軍では陸軍大将は官吏区分の最上級である親任官に位置し、内閣総理大臣や枢密院議長と同じ格付けであった。
中将から大将への進級は法的には「陸軍武官進級令」に依り、同令第10条には「中将ヲ大将ニ進級セシムルニハ歴戦者又ハ枢要ナル軍務ノ経歴ヲ有スル者ニシテ功績特ニ顕著ナル者ノ中ヨリ特旨ヲ以テ親任スルモノトス」とある。初期の武官進級令では条件が歴戦者で功績顕著な者であったが、日露戦争以後これといって戦時がなかったため1906年（明治39年）、「枢要ナル軍務ノ経歴」が加えられた。
ここでいう枢要なる軍務とは陸軍三長官である陸軍大臣・参謀総長・教育総監の他、航空総監・陸軍次官・参謀次長・築城本部長や技術本部長等の本部長職・軍司令官・師団長・警備司令官・造兵廠長官を指す。
次の階級へ進級する目安となる実役停年は内規によって6年（令では4年）で、これを満たした中将の内先任順に審議を以って天皇に奏上する。尤もこの内規の6年は1941年（昭和16年）11月に5年に短縮されることとなる。これは東條英機中将の首相就任に伴い、年数の満たない東條を進級させるための特例である。従前の規定では篠塚義男中将が先に大将進級の議にかけられるはずであったが東條に先を越され、篠塚は大将に進級することはなかった。
大将のいわゆる定年（実役定限年齢）は65歳と定められており、65歳までに終身現役である元帥に列せられなければ予備役に編入される。太平洋戦争（大東亜戦争）末期の1944年（昭和19年）に内閣総理大臣に就任した小磯國昭は、1938年（昭和13年）に予備役となっており、以後拓務大臣や朝鮮総督を務めていたものの大戦の戦況が全くわからない状態だった。首相就任後に戦争の概略を知らされたものの、以後の戦況を把握するために設置した最高戦争指導会議は殆ど機能せず、小磯は大本営のメンバーにもなれなかったため首相在任中に天皇の御前で今後の作戦について下問されても答えることができなかった。
対米開戦以後は中将の戦死者が続出したことから、中将で戦死した者のうち、武功顕著で親補職を2年半以上経験した者の中から陸海軍の協議により大将へ進級させる内規ができた。この内規によって7名の陸軍中将が陸軍大将に進級した。栗林忠道はこの年限が足りないものの、特旨によって進級した。
陸軍では兵科のみ大将があり、主計・軍医などの各部将校相当官（陸軍に於いては1937年（昭和12年）2月以降より各部将校とされる）は、海軍と同じく中将までとされ大将がなかった。

## 階級章

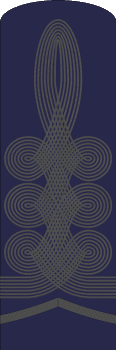
陸軍大将袖章（明治元年）
陸軍大将肩章
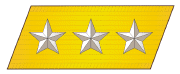
陸軍大将襟章（昭和13年）
陸軍大将襟章（昭和18年）

## 大日本帝国軍陸軍大将一覧
大日本帝国陸軍では、陸軍中将への進級者が1200名を超えるのに対し、陸軍大将に任官した者は僅か134名だった。このうち17名が元帥府に列された。阿部信行は金鵄勲章を持たない。
| 姓名             | 図片 | 昇任時期                   | 出生地 | 最終職位             |
| ---------------- | ---- | -------------------------- | ------ | -------------------- |
| 西郷隆盛         |      | 1873年（明治6年）5月10日   | 鹿児島 |                      |
| 有栖川宮熾仁親王 |      | 1877年（明治10年）10月10日 | 皇族   |                      |
| 山縣有朋         |      | 1890年（明治23年）6月7日   | 山口   |                      |
| 小松宮彰仁親王   |      | 1890年（明治23年）6月7日   | 皇族   |                      |
| 大山厳           |      | 1891年（明治24年）5月17日  | 鹿児島 | 内大臣               |
| 野津道貫         |      | 1895年（明治28年）3月18日  | 鹿児島 |                      |
| 北白川宮能久親王 |      | 1895年（明治28年）12月8日  | 皇族   |                      |
| 佐久間左馬太     |      | 1898年（明治31年）9月28日  | 山口   | 台湾総督             |
| 川上操六         |      | 1898年（明治31年）9月28日  | 鹿児島 |                      |
| 桂太郎           |      | 1898年（明治31年）9月28日  | 山口   | 内閣総理大臣         |
| 黒木為楨         |      | 1903年（明治36年）11月3日  | 鹿児島 |                      |
| 奥保鞏           |      | 1903年（明治36年）11月3日  | 福岡   | 議定官               |
| 山口素臣         |      | 1904年（明治37年）3月17日  | 山口   |                      |
| 岡沢精           |      | 1904年（明治37年）6月6日   | 山口   | 議定官               |
| 長谷川好道       |      | 1904年（明治37年）6月6日   | 山口   | 朝鮮総督             |
| 西寛二郎         |      | 1904年（明治37年）6月6日   | 鹿児島 | 軍事参議官           |
| 児玉源太郎       |      | 1904年（明治37年）6月6日   | 山口   | 参謀総長             |
| 乃木希典         |      | 1904年（明治37年）6月6日   | 山口   | 軍事参議官           |
| 伏見宮貞愛親王   |      | 1904年（明治37年）6月28日  | 皇族   |                      |
| 小川又次         |      | 1905年（明治38年）1月15日  | 福岡   | 第4師団長            |
| 川村景明         |      | 1905年（明治38年）1月15日  | 鹿児島 | 議定官               |
| 大島義昌         |      | 1905年（明治38年）10月18日 | 山口   | 軍事参議官           |
| 大島久直         |      | 1906年（明治39年）5月29日  | 秋田   | 軍事参議官           |
| 大迫尚敏         |      | 1906年（明治39年）5月29日  | 鹿児島 | 第7師団長            |
| 立見尚文         |      | 1906年（明治39年）5月29日  | 三重   | 第8師団長            |
| 寺内正毅         |      | 1906年（明治39年）11月21日 | 山口   | 内閣総理大臣         |
| 井上光           |      | 1908年（明治41年）8月7日   | 山口   | 第4師団長            |
| 大久保春野       |      | 1908年（明治41年）8月7日   | 静岡   |                      |
| 土屋光春         |      | 1910年（明治43年）8月26日  | 愛知   | 第4師団長            |
| 鮫島重雄         |      | 1911年（明治44年）9月6日   | 鹿児島 |                      |
| 上田有澤         |      | 1912年（明治45年）2月14日  | 徳島   |                      |
| 浅田信興         |      | 1912年（大正元年）8月10日  | 埼玉   | 軍事参議官           |
| 閑院宮載仁親王   |      | 1912年（大正元年）11月27日 | 皇族   | 議定官               |
| 福島安正         |      | 1914年（大正3年）9月15日   | 長野   |                      |
| 安東貞美         |      | 1915年（大正4年）1月25日   | 長野   | 台湾総督             |
| 中村覚           |      | 1915年（大正4年）1月25日   | 滋賀   |                      |
| 上原勇作         |      | 1915年（大正4年）2月15日   | 宮崎   | 議定官               |
| 一戸兵衛         |      | 1915年（大正4年）8月10日   | 青森   | 学習院長             |
| 内山小二郎       |      | 1915年（大正4年）8月10日   | 鳥取   |                      |
| 大迫尚道         |      | 1915年（大正4年）8月10日   | 鹿児島 | 軍事参議官           |
| 神尾光臣         |      | 1916年（大正5年）6月24日   | 長野   |                      |
| 井口省吾         |      | 1916年（大正5年）11月16日  | 静岡   |                      |
| 大谷喜久蔵       |      | 1916年（大正5年）11月16日  | 福井   | 教育総監             |
| 秋山好古         |      | 1916年（大正5年）11月16日  | 愛媛   | 教育総監             |
| 松川敏胤         |      | 1918年（大正7年）7月2日    | 宮城   | 軍事参議官           |
| 仁田原重行       |      | 1918年（大正7年）7月2日    | 福岡   | 軍事参議官           |
| 本郷房太郎       |      | 1918年（大正7年）7月2日    | 兵庫   |                      |
| 明石元二郎       |      | 1918年（大正7年）7月2日    | 福岡   | 台湾総督兼軍司令官   |
| 柴五郎           |      | 1919年（大正8年）8月26日   | 福島   |                      |
| 島川文八郎       |      | 1919年（大正8年）11月25日  | 三重   | 技術本部長           |
| 宇都宮太郎       |      | 1919年（大正8年）11月25日  | 佐賀   |                      |
| 大井成元         |      | 1919年（大正8年）11月25日  | 山口   | 軍事参議官           |
| 由比光衛         |      | 1919年（大正8年）11月25日  | 高知   | 軍事参議官           |
| 立花小一郎       |      | 1920年（大正9年）8月16日   | 福岡   |                      |
| 大庭二郎         |      | 1920年（大正9年）12月28日  | 山口   | 教育総監             |
| 河合操           |      | 1921年（大正10年）4月9日   | 大分   | 参謀総長             |
| 田中義一         |      | 1921年（大正10年）6月7日   | 山口   | 軍事参議官           |
| 福田雅太郎       |      | 1921年（大正10年）12月19日 | 長崎   |                      |
| 山梨半造         |      | 1921年（大正10年）12月19日 | 神奈川 | 軍事参議官           |
| 尾野実信         |      | 1922年（大正11年）5月10日  | 福岡   | 軍事参議官           |
| 町田経宇         |      | 1922年（大正11年）5月10日  | 鹿児島 |                      |
| 久邇宮邦彦王     |      | 1923年（大正12年）8月6日   | 皇族   |                      |
| 梨本宮守正王     |      | 1923年（大正12年）8月6日   | 皇族   |                      |
| 菊池慎之助       |      | 1923年（大正12年）8月6日   | 茨城   | 教育総監             |
| 田中弘太郎       |      | 1924年（大正13年）8月20日  | 京都   | 技術本部長           |
| 鈴木荘六         |      | 1924年（大正13年）8月20日  | 新潟   | 参謀総長兼議定官     |
| 奈良武次         |      | 1924年（大正13年）8月20日  | 栃木   |                      |
| 白川義則         |      | 1925年（大正14年）3月28日  | 愛媛   | 上海派遣軍司令官     |
| 宇垣一成         |      | 1925年（大正14年）8月1日   | 岡山   | 軍事参議官           |
| 菅野尚一         |      | 1925年（大正14年）8月1日   | 山口   | 軍事参議官           |
| 森岡守成         |      | 1926年（大正15年）3月2日   | 山口   | 軍事参議官           |
| 武藤信義         |      | 1926年（大正15年）3月2日   | 佐賀   | 関東軍司令官         |
| 井上幾太郎       |      | 1927年（昭和2年）2月16日   | 山口   | 軍事参議官           |
| 鈴木孝雄         |      | 1927年（昭和2年）7月26日   | 千葉   | 軍事参議官           |
| 磯村年           |      | 1928年（昭和3年）8月10日   | 滋賀   | 東京警備司令官       |
| 金谷範三         |      | 1928年（昭和3年）8月10日   | 大分   |                      |
| 田中国重         |      | 1928年（昭和3年）8月10日   | 鹿児島 |                      |
| 菱刈隆           |      | 1929年（昭和4年）8月1日    | 鹿児島 |                      |
| 岸本鹿太郎       |      | 1929年（昭和4年）8月1日    | 岡山   | 東京警備司令官       |
| 吉田豊彦         |      | 1930年（昭和5年）3月7日    | 鹿児島 | 技術本部長           |
| 南次郎           |      | 1930年（昭和5年）3月7日    | 大分   | 参謀本部附           |
| 畑英太郎         |      | 1930年（昭和5年）5月1日    | 福島   | 関東軍司令官         |
| 渡辺錠太郎       |      | 1931年（昭和6年）8月1日    | 愛知   | 教育総監             |
| 緒方勝一         |      | 1931年（昭和6年）8月1日    | 佐賀   | 技術本部長           |
| 林銑十郎         |      | 1932年（昭和7年）4月11日   | 石川   |                      |
| 真崎甚三郎       |      | 1933年（昭和8年）6月19日   | 佐賀   | 軍事参議官           |
| 本庄繁           |      | 1933年（昭和8年）6月19日   | 兵庫   |                      |
| 阿部信行         |      | 1933年（昭和8年）6月19日   | 石川   | 軍事参議官           |
| 荒木貞夫         |      | 1933年（昭和8年）10月20日  | 東京   |                      |
| 松井石根         |      | 1933年（昭和8年）10月20日  | 愛知   |                      |
| 松木直亮         |      | 1933年（昭和8年）12月20日  | 山口   | 参謀本部附           |
| 川島義之         |      | 1934年（昭和9年）3月5日    | 愛媛   | 陸軍大臣             |
| 林仙之           |      | 1934年（昭和9年）3月5日    | 熊本   | 東京警備司令官       |
| 西義一           |      | 1934年（昭和9年）11月28日  | 福島   | 教育総監             |
| 植田謙吉         |      | 1934年（昭和9年）11月28日  | 大阪   | 参謀本部附           |
| 寺内壽一         |      | 1935年（昭和10年）10月30日 | 山口   | 南方軍総司令官       |
| 岸本綾夫         |      | 1936年（昭和11年）8月1日   | 岡山   | 技術本部長           |
| 杉山元           |      | 1936年（昭和11年）11月2日  | 福岡   | 第1総軍司令官        |
| 畑俊六           |      | 1937年（昭和12年）11月1日  | 福島   | 第2総軍司令官        |
| 小磯国昭         |      | 1937年（昭和12年）11月1日  | 山形   | 朝鮮軍司令官         |
| 中村孝太郎       |      | 1938年（昭和13年）6月30日  | 石川   | 東部軍司令官         |
| 古荘幹郎         |      | 1939年（昭和14年）5月19日  | 熊本   | 軍事参議官           |
| 朝香宮鳩彦王     |      | 1939年（昭和14年）8月1日   | 皇族   | 軍事参議官           |
| 東久邇宮稔彦王   |      | 1939年（昭和14年）8月1日   | 皇族   | 内閣総理大臣         |
| 西尾壽造         |      | 1939年（昭和14年）8月1日   | 鳥取   | 軍事参議官           |
| 梅津美治郎       |      | 1940年（昭和15年）8月1日   | 大分   | 軍事参議官           |
| 山田乙三         |      | 1940年（昭和15年）8月1日   | 長野   | 関東軍総司令官       |
| 蓮沼蕃           |      | 1940年（昭和15年）12月2日  | 石川   | 侍従武官長           |
| 岡村寧次         |      | 1941年（昭和16年）4月28日  | 東京   | 支那派遣軍総司令官   |
| 土肥原賢二       |      | 1941年（昭和16年）4月28日  | 岡山   | 軍事参議官           |
| 多田駿           |      | 1941年（昭和16年）7月7日   | 宮城   | 軍事参議官           |
| 板垣征四郎       |      | 1941年（昭和16年）7月7日   | 岩手   | 第7方面軍司令官      |
| 東條英機         |      | 1941年（昭和16年）10月18日 | 岩手   | 内閣総理大臣         |
| 後宮淳           |      | 1942年（昭和17年）8月17日  | 京都   | 第3方面軍司令官      |
| 前田利為         |      | 1942年（昭和17年）9月5日   | 石川   | ボルネオ守備軍司令官 |
| 塚田攻           |      | 1942年（昭和17年）12月18日 | 茨城   | 第11軍司令官         |
| 山下奉文         |      | 1943年（昭和18年）2月10日  | 高知   | 第14方面軍司令官     |
| 岡部直三郎       |      | 1943年（昭和18年）2月10日  | 広島   | 第6方面軍司令官      |
| 藤江恵輔         |      | 1943年（昭和18年）2月10日  | 兵庫   | 第12方面軍司令官     |
| 阿南惟幾         |      | 1943年（昭和18年）5月1日   | 大分   | 陸軍大臣             |
| 今村均           |      | 1943年（昭和18年）5月1日   | 宮城   | 第8方面軍司令官      |
| 田中静壱         |      | 1943年（昭和18年）9月7日   | 兵庫   | 第12方面軍司令官     |
| 冨永信政         |      | 1943年（昭和18年）11月9日  | 東京   | 参謀本部附           |
| 安藤利吉         |      | 1944年（昭和19年）1月7日   | 宮城   | 第10方面軍司令官     |
| 山脇正隆         |      | 1944年（昭和19年）9月22日  | 高知   | 参謀本部附           |
| 小畑英良         |      | 1944年（昭和19年）9月30日  | 大阪   | 第31軍司令官         |
| 河辺正三         |      | 1945年（昭和20年）3月9日   | 富山   | 第1復員司令官        |
| 喜多誠一         |      | 1945年（昭和20年）3月9日   | 滋賀   | 第1方面軍司令官      |
| 栗林忠道         |      | 1945年（昭和20年）3月17日  | 長野   | 第109師団長          |
| 下村定           |      | 1945年（昭和20年）5月7日   | 高知   | 陸軍大臣兼教育総監   |
| 吉本貞一         |      | 1945年（昭和20年）5月7日   | 徳島   | 第1総軍司令部附      |
| 木村兵太郎       |      | 1945年（昭和20年）5月7日   | 東京   | ビルマ方面軍司令官   |
| 鈴木宗作         |      | 1945年（昭和20年）6月14日  | 愛知   | 第35軍司令官         |
| 牛島満           |      | 1945年（昭和20年）6月20日  | 鹿児島 | 第32軍司令官         |